# Elassogaster flavipes
Elassogaster flavipes är en tvåvingeart som först beskrevs av Ignaz Rudolph Schiner 1868.  Elassogaster flavipes ingår i släktet Elassogaster och familjen bredmunsflugor.
Artens utbredningsområde är Singapore. Inga underarter finns listade i Catalogue of Life.